# XIVe siècle en musique classique
 (novembre 2024).
Si vous disposez d'ouvrages ou d'articles de référence ou si vous connaissez des sites web de qualité traitant du thème abordé ici, merci de compléter l'article en donnant les références utiles à sa vérifiabilité et en les liant à la section « Notes et références ».
| \| • Retour à la chronologie générale de la musique classique • \| |
| Grèce • Rome • Haut Moyen Âge • VIIIe siècle • IXe siècle • Xe siècle • XIe siècle XIIe siècle • XIIIe siècle • XIVe siècle • XVe siècle • XVIe siècle • XVIIe siècle XVIIIe siècle • XIXe siècle • XXe siècle • XXIe siècle |
| • Retour à la chronologie générale de la musique classique • |

| Années en musique classique : 1297 - 1298 - 1299 - 1300 - 1301 - 1302 - 1303    |
| Décennies en musique classique : 1270 - 1280 - 1290 - 1300 - 1310 - 1320 - 1330 |

## Événements
- Début du XIVe siècle : composition à Florence du Codex Squarcialupi, manuscrit enluminé. C'est la première source d'information sur la musique du XIVe siècle italien, le Trecento (aussi connue comme musique de l'Ars nova).
- Au cours du XIVe siècle : 
  - composition du Codex Rossi, collection de manuscrits musicaux dont la plus grande partie est conservée à la Bibliothèque apostolique vaticane.
  - apparition du clavecin dans les pays bourguignons et italiens.
  - fondation du Dresdner Kreuzchor, chœur d'enfants de la ville de Dresde.
- 1300/1370: Madrigal du Trecento; cette nouvelle forme de polyphonie est décrite en premier par Francesco da Barberino en 1313.
- Vers 1320 : publication d'Ars Nova, traité de musique de Philippe de Vitry[1] qui révise la notation franconienne donnant au rythme binaire une importance égale à celui du ternaire.
- Entre 1321/1326 : Pomeri Artis Musicae traité de musique de Marchettus de Padoue sur la notation italienne indépendante de celle de Philippe de Vitry.
- 1323 : Bone Pastor Guillerme - Bone Pastor qui pastores, premier motet daté de Guillaume de Machaut.
- 1324 : la décrétale Docta Sanctorum Patrum du pape Jean XXII condamne, sinon l'Ars Nova, du moins son introduction dans l'office divin. Après 1350, le pape Clément VI reviendra sur cette condamnation.
- Entre 1360/1363 : Messe de Notre-Dame de Guillaume de Machaut, une tradition antérieure, mais erronée la datait du sacre du roi Charles V à Reims en 1364.
- 1377 : François Andrieu compose une complainte à la gloire de Guillaume de Machaut.
- vers 1399 : Livre Vermeil de Montserrat.
- Fin du XIVe siècle : Ars subtilior; Codex Faenza.

## Naissances
- vers 1300 : Guillaume de Machaut, compositeur français.
- vers 1325 : Francesco Landini, compositeur et organiste italien.
- vers 1330 : Johannes Ciconia, compositeur franco-flamand († 1412).
- vers 1350 : Philippus de Caserta, compositeur italien et théoricien de l'ars subtilior actif à Avignon († vers 1420).
- vers 1375 : Nicolas Grenon, compositeur français († 17 octobre 1456).
- vers 1377 : Oswald von Wolkenstein, meistersinger († 1445).
- 1380 : Pierre Fontaine, compositeur français († vers 1450).
- 1390 : John Dunstable, compositeur britannique († 24 décembre 1453).

## Décès
- 1304: (23 mai) Jehannot de Lescurel, trouvère.
- 1361 : Philippe de Vitry (° 1291), théoricien de la musique français.
- 1377 : Guillaume de Machaut.
- 1397 : Francesco Landini.